# Molpadida
Ordre
Les Molpadida (anciennement « Molpadiida »,) sont un ordre d'animaux marins de la classe des holothuries (concombre de mer).

## Description et caractéristiques
Cet ordre comporte des holothuries de forme cylindrique généralement pourvues d'un appendice caudal (d'où le nom de la famille des Caudinidae).
Elles sont équipées de quinze tentacules digités autour de la bouche, de papilles anales, et d'arbres respiratoires, mais pas de podia. Les muscles radiaux forment des double-bandes. Les ossicules sont généralement en forme de tables, de baguettes fusiformes, ou de plaques perforées (et plus rarement d'ancres, mais jamais de roues ou de crochets).

### Mode de vie
C'est un ordre relativement cosmopolite, et particulièrement représenté dans l'Indo-pacifique occidental ; on en trouve des représentants depuis la surface jusqu'à 2 000 m de profondeur, la plupart des espèces étant abyssales. En conséquence, plusieurs espèces ont une aire de répartition extrêmement vaste.
Ces holothuries ont un mode de vie endogé : elles vivent enfouies dans la vase, et leur appendice caudal leur sert à excréter à l'extérieur de leur cachette. Elles sont assistées dans leur digestion par une flore intestinale complexe.

## Liste des familles
Selon World Register of Marine Species (10 décembre 2017),on compte 103 espèces réparties en 9 genres distribués dans 3 familles :
- famille Caudinidae Heding, 1931 -- 5 genres
- famille Eupyrgidae Semper, 1867 -- 1 genre
- famille Molpadiidae Müller, 1850 -- 3 genres (dont le genre-type Molpadia, qui comporte 59 espèces)

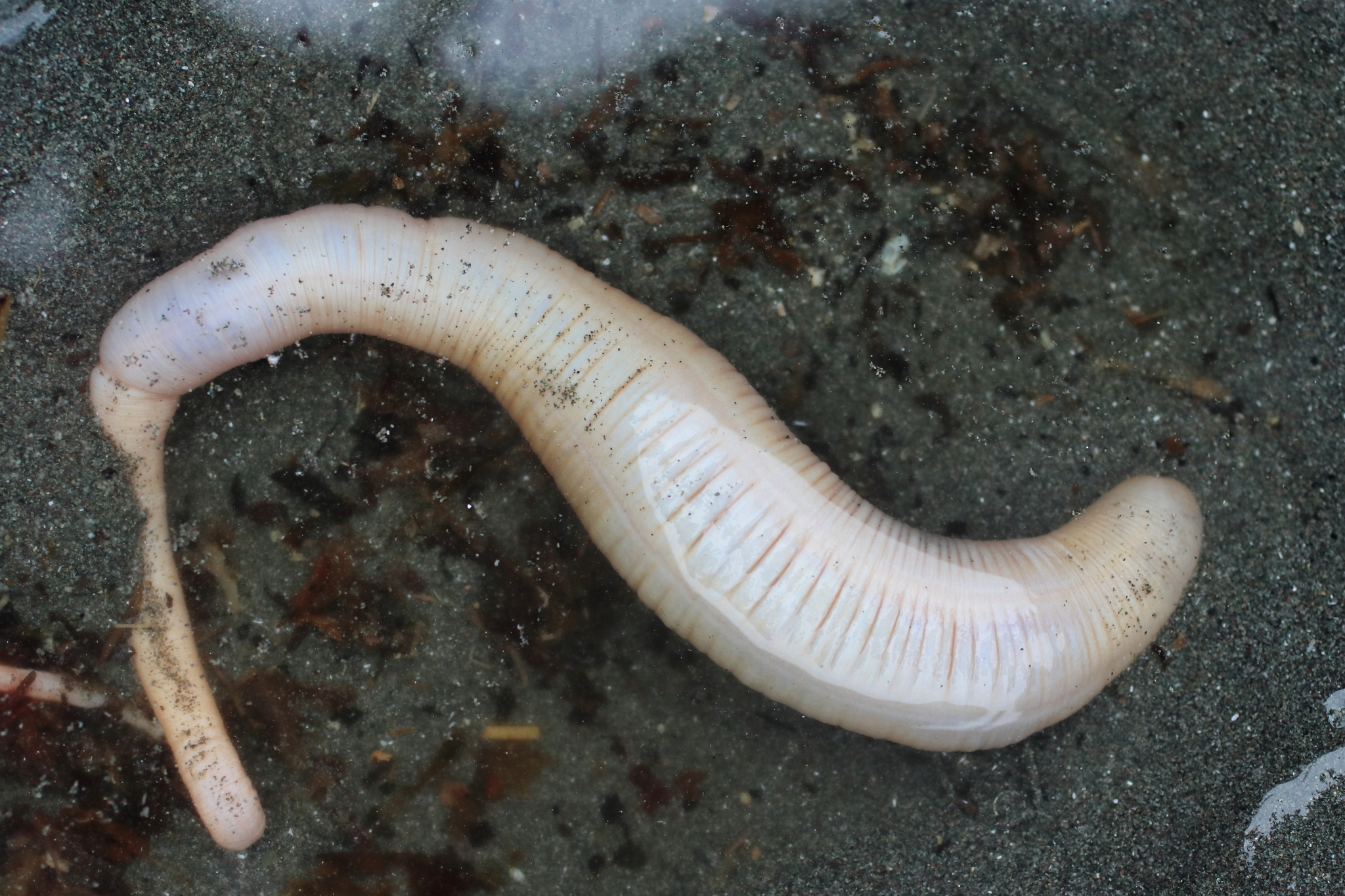
Paracaudina chilensis en Alaska.
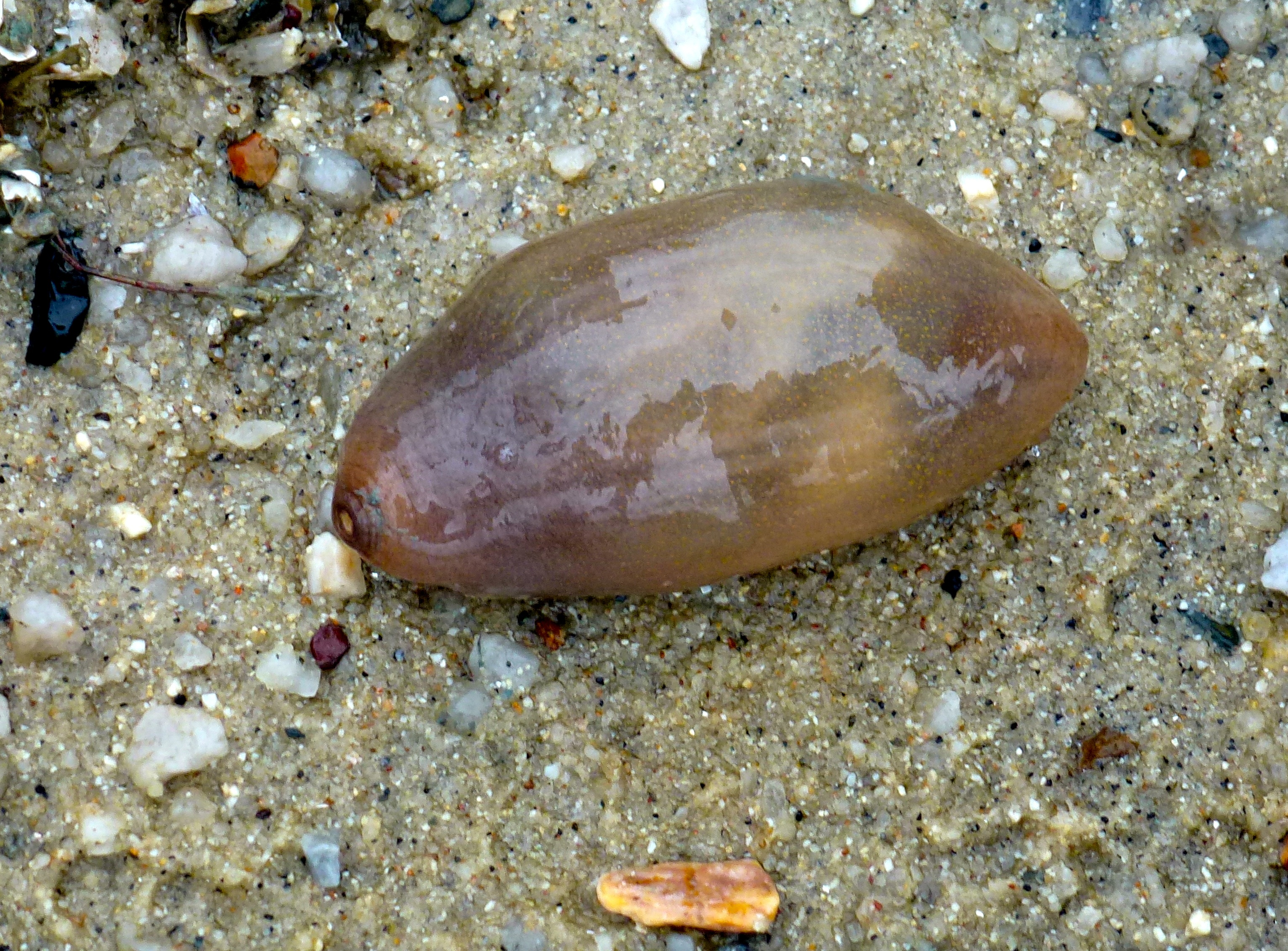
Acaudina molpadioides, sur une plage de Langkawi en Malaisie.
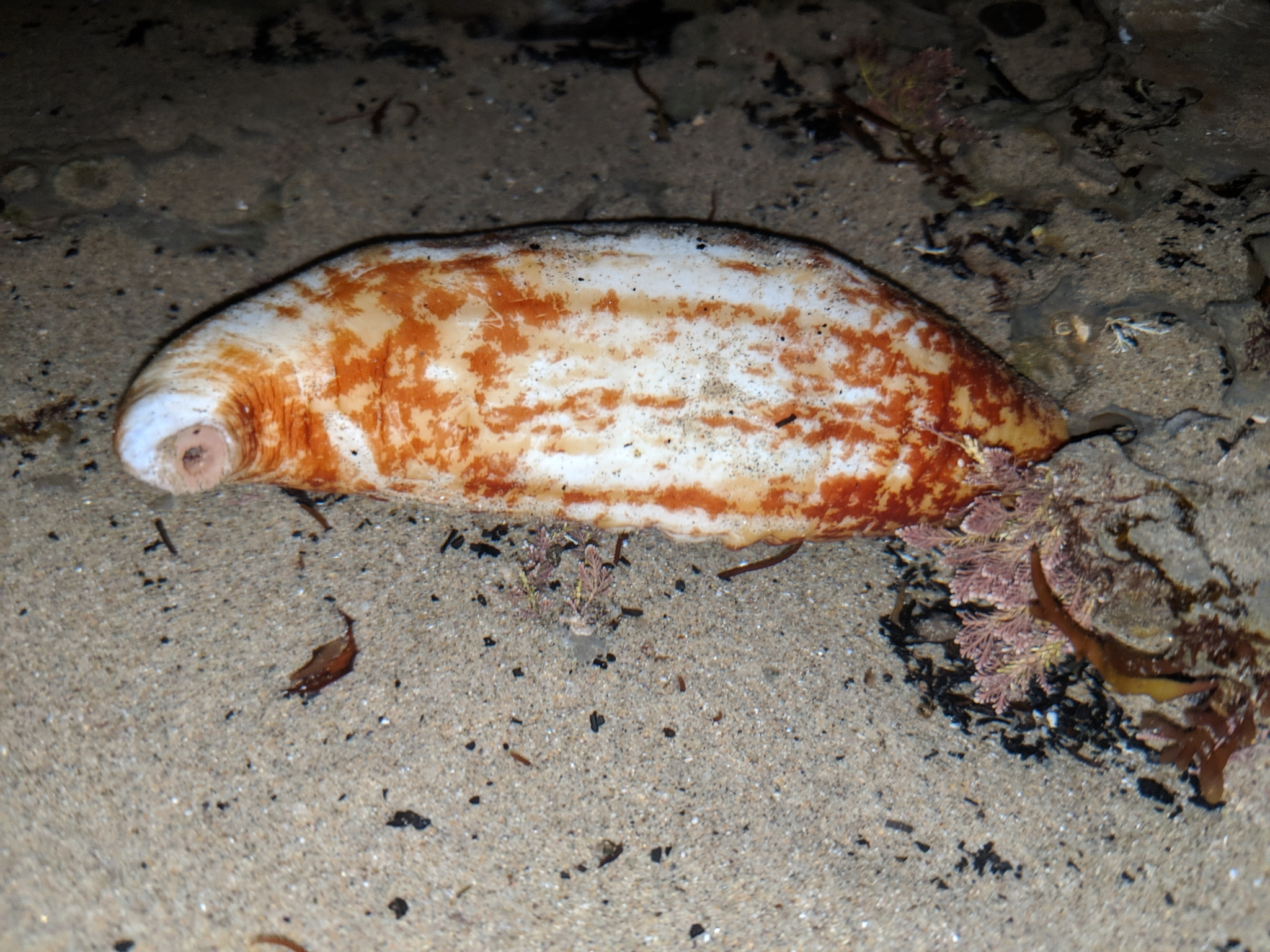
Molpadia arenicola en Californie.